# Siobhán McKenna
Siobhán McKenna, all'anagrafe Siobhán Giollamhuire Nic Cionnaith (Belfast, 24 maggio 1922 – Dublino, 16 novembre 1986) è stata un'attrice irlandese.

## Biografia
Debuttò sulle scene teatrali all'Abbey Theatre di Dublino negli anni 40, ottenendo un grande successo nella Santa Giovanna di George Bernard Shaw. Debuttò nel teatro londinese nel 1947, nella pièce The Chalk Garden, che tornò a interpretare anche nel 1948 a Broadway e per cui ricevette una candidatura al Tony Award alla miglior attrice non protagonista in un'opera teatrale. Nel 1956 tornò a interpretare Giovanna d'Arco nell'Off Broadway, ancora una volta con grande successo. All'attività teatrale accompagnò quella cinematografica, apparendo in film come Il re dei re e Il dottor Živago (1965).

### Vita privata
Nel 1947 sposò l'attore Denis O'Dea, conosciuto mentre entrambi recitavano all'Abbey Theatre, e la coppia ebbe un figlio, il nuotatore Donnacha O'Dea.

## Filmografia parziale

### Cinema
- Vendetta (Hungry Hill), regia di Brian Desmond Hurst (1947)
- Daughter of Darkness, regia di Lance Comfort (1948)
- The Lost People, regia di Muriel Box e Bernard Knowles (1949)
- Il re dei re (King of Kings), regia di Nicholas Ray (1961)
- Schiavo d'amore (Of Human Bondage), regia di Bryan Forbes e Ken Hughes (1964)
- Il dottor Živago (Doctor Zhivago), regia di David Lean (1965)

### Televisione
- Il brivido dell'imprevisto (Tales of the Unexpected) - serie TV, 2 episodi (1979-1981)
- Gli ultimi giorni di Pompei (The Last Days of Pompeii) - serie TV, 3 episodi (1984)

## Doppiatrici italiane
- Lydia Simoneschi ne Il re dei re
- Giovanna Scotto ne Il dottor Živago